# Andrea Oubiña
Andrea Oubiña Rodríguez (10 de noviembre de 1990, El Grove) es una remera gallega que ha ganado la bandera de la Concha femenina en ocho ocasiones, además de la liga ACT femenina en cinco.
También ha obtenido varios títulos nacionales en bateles, trainerillas y traineras, así como campeonatos de Galicia y regatas en todas las categorías.

## Biografía

### Inicios
En 2002 comenzó a remar en Amegrove, club en el que estuvo durante tres años, antes de irse al Náutico de Vigo. Para los vigueses compitió durante 2006 y 2007, ganando el campeonato de España de Bateles en categorías cadete. En 2008 fichó por Samertolameu de Meira, formando parte desde entonces de la trainera conjunta de clubes gallegos que compitió en la bandera de la Concha.

### Trainera gallega
En 2008, y tras 128 años de historia de la Bandera de la Concha masculina, los organizadores, el Ayuntamiento de San Sebastián, decidió crear la primera edición de su regata para mujeres, donde participó Andrea como parte del equipo gallego. La prueba se disputó en dos regatas, una jornada clasificatoria celebrada el 13 de septiembre a las 18 horas y la regata final el día 14 a las 11:00 horas, en un recorrido de 2.778 metros con una sola ciaboga. Sus compañeras formaban parte de los clubes Cabo de Cruz, Chapela y Samertolameu de Meira, y se impusieron por menos de cinco segundos a Astillero. Ese año también se adjudicó la Bandera Ayuntamiento de Redondela de bateles.
En el primer año de la liga ACT femenina, en 2009, el equipo de Galicia se presentó con una formación compuesta por remeras de Chapela, Samertolameu y Cabo da Cruz. Se adjudicaron cinco de las siete banderas de la liga, sumando finalmente 23 puntos, por los 15 de su más inmediato perseguidor, la selección vizcaína. Ese año también se clasificaron para la bandera de la Concha. En la final, Getaria-Tolosa comenzó en primer lugar, pero la tripulación gallega se recuperó y revalidaron su triunfo del año anterior con tres segundos de ventaja sobre Astillero.
En la segunda edición de la liga ACT femenina se impusieron en las regatas de Moaña, Afamo y Zumaya, mientras que la tripulación de Guipúzcoa obtuvo el triunfo en Pedreña, Ambilamp y Guecho. A finales de agosto llegaron a la bandera de Zarauz muy igualadas en la clasificación general. Ganaron la primera jornada, pero perdieron la segunda por cinco segundos respecto a las remeras guipuzcoanas. Esta derrota no impedía que se adjudicasen la victoria en la bandera, y también en la liga, empatadas a puntos con sus rivales. Acudieron a recoger los premios de ambas competiciones, pero tras recoger ambos trofeos, la organización de la liga rectificó y tuvieron que devolver el título de liga. Presentaron otra reclamación, indicando que las guipuzcoanas habían remado con dos remeras y una patrona de Ondárroa (Vizcaya) y una remera de Castro Urdiales (Cantabria), lo que estaba prohibido por el Reglamento. El Comité de Competición de la liga admitió el recurso presentado por las gallegas, descalificó a las guipuzcoanas y devolvió a las gallegas el primer puesto en la liga y el título acreditativo. El caso continuó abierto, y a finales de año, el árbitro de la ACT decidió dar como ganadoras de la liga a ambas tripulaciones, comprometiéndose a no realizar declaraciones públicas en los medios de comunicación.  En la Concha volvieron a ganar nuevamente por tres ocasión consecutiva.
En 2011 ganó con Samertolameu el campeonato gallego de trainerillas celebrado en Rianxo a finales de mayo. Por su parte la liga Euskotren cambió su formato de competición, creándose dos grupos diferentes de clubes, y prohibiendo la presencia de selecciones territoriales. Tras la liga regular, Rías Baixas quedó en primer lugar de su grupo, pero perdió en el play off a dos jornadas ante Getaria-Tolosa. En la bandera de la Concha, Andrea ganó por cuarto año consecutivo con Rías Baixas disputando las dos jornadas finales que se celebraron.
A comienzos de 2012 ganó con Samertolameu la bandera Ayuntamiento de Redondela, el campeonato gallego y de España de bateles, y poco después la bandera Ayuntamiento de Moaña, el campeonato gallego, y el nacional de trainerillas. Zumaya fue la vencedora final de la liga Euskotren tras ganar la bandera de Zarauz y aventajar en un punto al equipo de Andrea, Rías Baixas, que este año ganaron la segunda jornada de Zarauz, y las banderas Eusko Label, Pedreña y Zumaya. Este año la bandera de la Concha estaba muy reñida por lo acontecido en la liga Euskotren, pero tras las dos jornadas disputadas las remeras de Rías Baixas aventajaron en más de doce segundos a Zumaya.
En 2013 volvió a ganar con Samertolameu la bandera Ayuntamiento de Redondela y el campeonato gallego de bateles, y al mes siguiente la bandera Ayuntamiento de Moaña de trainerillas, pero ese año no hizo la temporada de traineras.
En 2014 ganó el campeonato gallego y la medalla de plata en el campeonato de España de bateles con Samertolameu, y un mes después el gallego y el nacional de trainerillas. Para la temporada de traineras siguió en el mismo club, y consiguieron clasificarse para la liga Euskotren. Sin embargo, terminaron en cuarto lugar con 9 puntos, por detrás de Koxtape, Hibaika y Zumaya. Ese año ganaron la bandera del Ayuntamiento de Boiro el 10 de agosto.

### Koxtape
En 2015 comenzó la temporada con Samertolameu, con el cual ganó el campeonato gallego y la medalla de bronce en el campeonato de España de Bateles. Poco después el entrenador Juan Mari Etxabe la fichó para remar en Koxtape, y volvió a ganar por tercera vez la liga Euskotren. Perdieron en la segunda jornada de la bandera de Zarauz, la última de la liga, ante Hibaika, pero obtuvieron la victoria final en la bandera, gracias a su victoria en la primera jornada.
En 2016 comenzó en mayo la temporada con San Juan, y se adjudicó un nuevo título nacional, en esta ocasión en el Campeonato de España de trainerillas, disputado en Pedreña. el entrenador la cambió por primera vez de posición, para ocupar a partir de entonces el 5 de estribor, en vez del 2 de estribor que había ocupado hasta entonces. Este año obtuvo su segundo título consecutivo de la liga Euskotren y el cuarto en total, tras obtener la bandera de Zarauz, por delante de Hibaika, Orio y Cabo da Cruz.

### Donostiarra
Tras un año sin competir, a finales de 2019 decidió fichar por el Club Kaiarriba Donostiarra.

## Palmarés
- 9 Banderas de la Concha (2008, 2009, 2010, 2011, 2012, 2015, 2016, 2017 y 2018)
- 6 Ligas Euskotren (2009, 2010, 2015, 2016, 2017 y 2018)
- 2 Campeonatos de España de Traineras (2010 y 2011)
- 7 Campeonatos de España de Trainerillas (2007, 2011, 2012, 2013, 2014, 2016 y 2021)
- 2 bronces en el Campeonato de España de Trainerillas (2008 y 2009)
- 4 Campeonatos de España de Bateles (2006-Cadete, 2007-Juvenil, 2012, 2013 y 2020)
- 1 plata en el Campeonato de España de Bateles (2014)
- 1 bronce en el Campeonato de España de Bateles (2015)
- 3 Campeonatos de Euskadi de Traineras (2016, 2018 y 2020)
- 3 Campeonatos de Galicia de Trainerillas (2011, 2012 y 2014)
- 3 Campeonatos de Galicia de Bateles (2012, 2013, 2014 y 2015)

### Premios
- Centola de Ouro: 2016[29]
- Mejor deportista de El Grove: 2014 y 2015[30]